# Bernrieder Filz

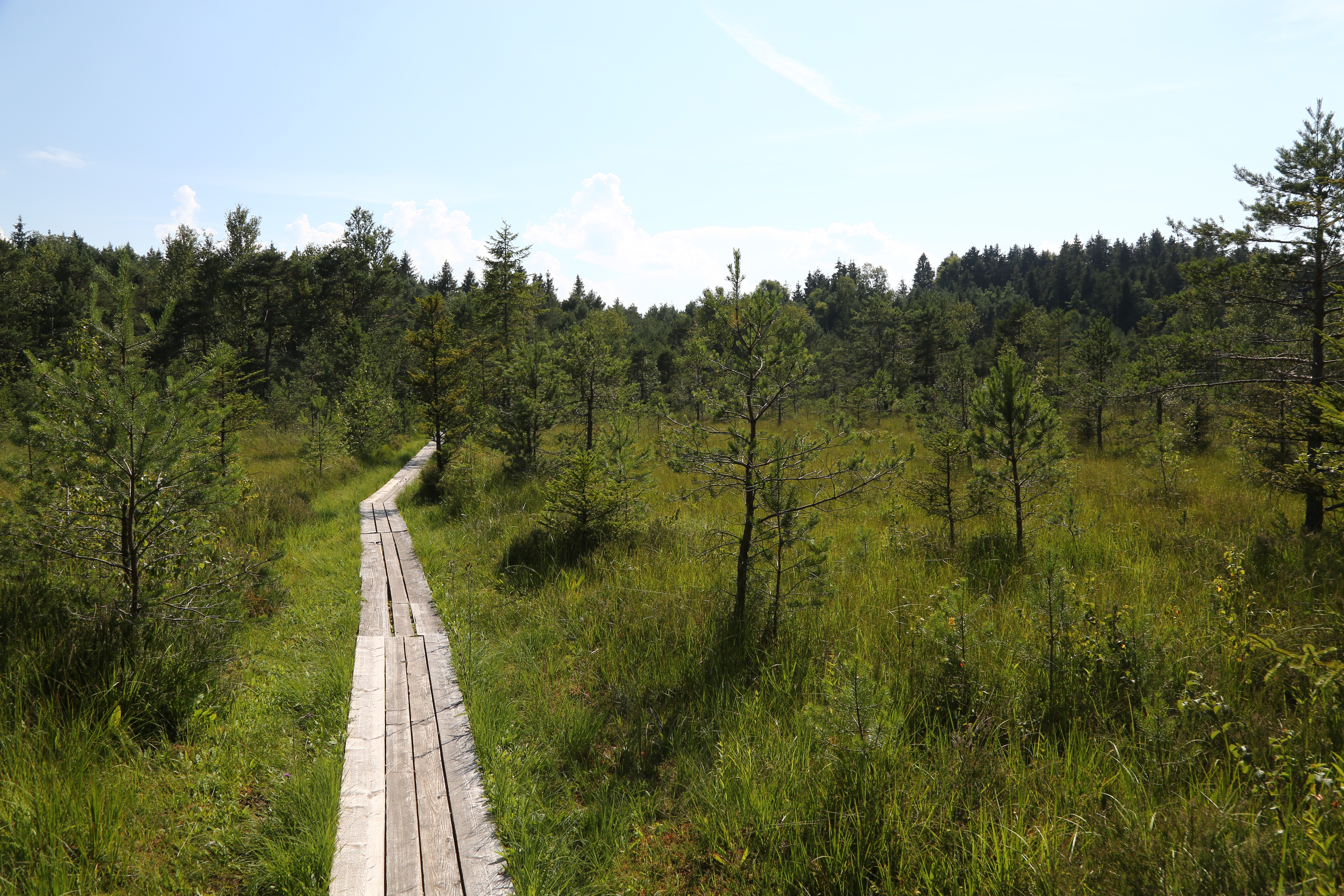
Bohlenweg im Hochmoor

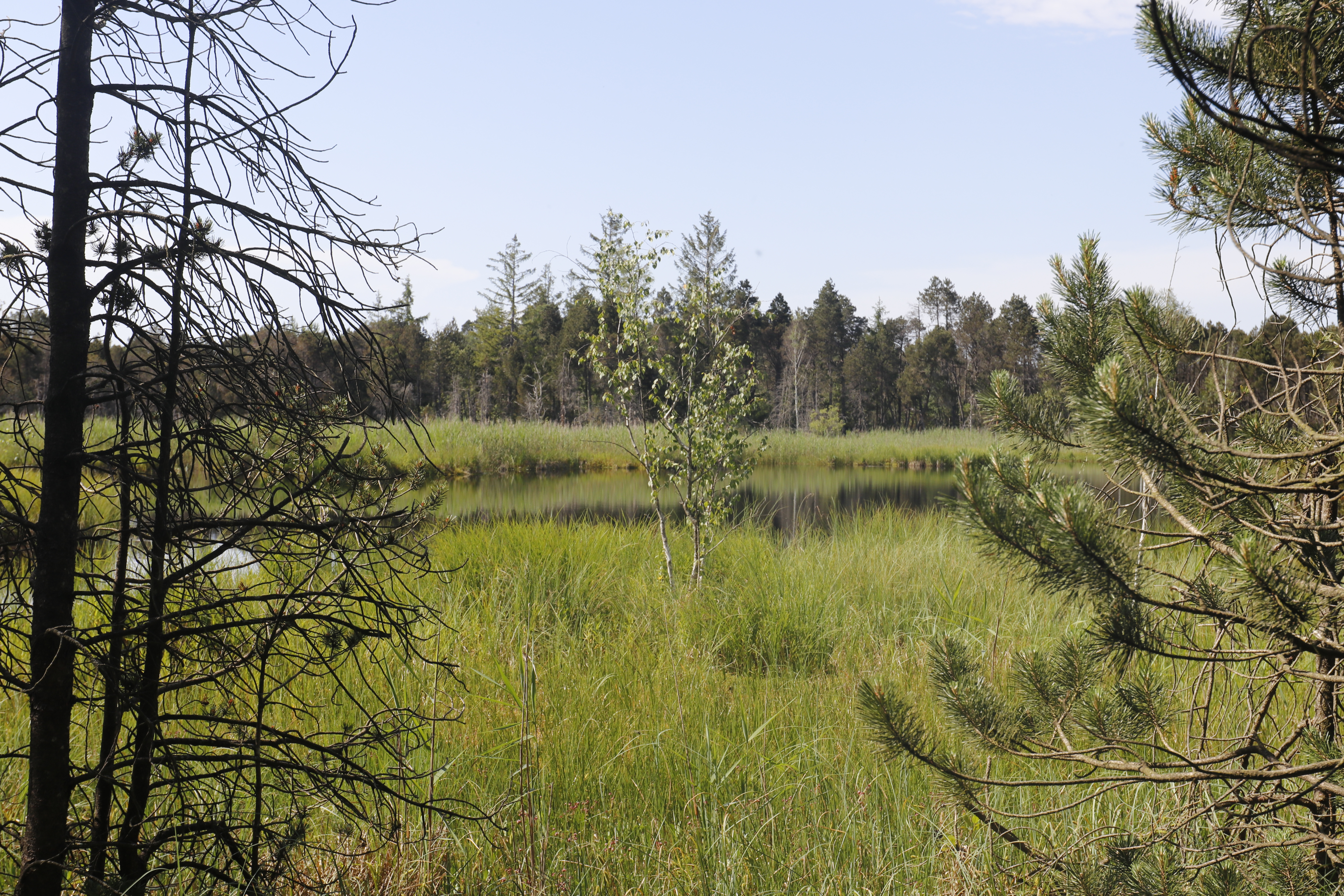
Der Lachenweiher im Bernrieder Filz, 2020

Das Naturschutzgebiet Bernrieder Filz liegt auf dem Gebiet der Gemeinde Seeshaupt im Landkreis Weilheim-Schongau in Oberbayern. Es ist Teil des FFH-Gebietes „Eberfinger Drumlinfeld mit Magnetsrieder Hardt u. Bernrieder Filz“ (8133-302).
Das etwa 42,9 ha große Gebiet mit der Nr. NSG-00073.01, das im Jahr 1956 unter Naturschutz gestellt wurde, erstreckt sich nordöstlich von Jenhausen, einem Ortsteil von Seeshaupt. Östlich erstreckt sich der 56,36 km² große Starnberger See. Im Gebiet liegt der 0,63 ha große Lachenweiher.